# مایک پری
میکائیل ماتس روبرت پرسسون (سوئدی: Mike Perry؛ زادهٔ ۲۴ ژوئن ۱۹۸۳) که بیشتر با نام هنری خود مایک پری شناخته می‌شود، دی جی و موسیقی‌دان اهل سوئد است.
 او بیشتر به خاطر تک آهنگ "The Ocean" در سال ۲۰۱۶ شناخته شد.
از برخی آهنگ‌های او می‌توان به Inside the Lines ,Young Stay و Don't Hide اشاره کرد.